# Silvan Nussbaumer
Silvan Nussbaumer (* 31. Dezember 1920 in Rockham, South Dakota, USA; † 7. August 1987 in Zug) war ein Schweizer Politiker (CVP) und Landwirt. Er war von 1957 bis 1978 Regierungsrat des Kantons Zug.

## Biografie
Silvan Nussbaumer war der Sohn des Maurers und Landwirts Kaspar Daniel Nussbaumer, der in den US-Bundesstaat South Dakota ausgewandert war und dort Josefa Market geheiratet hatte. Mitte der 1930er Jahre kehrte die Familie in die Schweiz zurück. Nussbaumer besuchte von 1937 bis 1939 die landwirtschaftliche Schule in Zug und übernahm anschliessend den familieneigenen Landwirtschaftsbetrieb in Oberägeri. 1947 liess er sich in den Gemeinderat von Oberägeri wählen, wobei er von 1959 bis zu seinem Rücktritt 1966 als Gemeindepräsident amtierte. Für die CVP wurde er 1951 in den Kantonsrat. Diesem gehörte er bis 1957 an, als ihm die Wahl zum Regierungsrat gewlang.
Nussbaumer galt als pragmatischer Politiker. Zu seinen Errungenschaften gehört unter anderem der Ausbau des landwirtschaftlichen Bildungswesens, wozu insbesondere der Neubau der Kantonalen Landwirtschaftsschule Schluechthof in Cham gehört. Regierungsrat blieb er bis 1978, wobei er 1967/68 und 1977/78 als Landammann amtierte. Darüber hinaus gehörte er von 1963 bis 1987 dem Verwaltungsrat der Zugerland Verkehrsbetriebe an (ab 1979 als dessen Präsident).